# Flaga Australii Zachodniej
Flaga Australii Zachodniej – przedstawia czarnego łabędzia (Cygnus atratus). Jest on symbolem kolonii od roku 1830, kiedy rejon ten nazwano Kolonią Rzeki Łabędziej. Nawiązuje do legend aborygenów opowiadających, że przodkami plemienia Bibbulman były łabędzie czarne, które zmieniły się w ludzi. Pierwszą flagę ustanowiono 27 listopada 1875 roku. Wówczas łabędź był skierowany w lewo (heraldycznie). Od roku 1953, płynie w prawym kierunku. Złote koło symbolizuje pomyślność i słońce.
W obecnej formie, uchwalona w 1953 roku.